# Transport combiné
Cet article concerne le transport « rail-route. Pour les autres significations, voir vocabulaire du transport intermodal.
Le transport combiné est une forme de transport intermodal de type « rail-route » ou « fleuve-route ».
Le Groupement national des transports combinés (GNTC) est l'organisation professionnelle qui représente les entreprises de la filière du transport combiné en France.

## Techniques

### Unité de transport intermodal
Une unité de transport intermodal (UTI) est une structure amovible, permettant le chargement et le transport de marchandises.
Ce sont par exemple le transport par rail puis par route de conteneurs ou caisses mobiles.

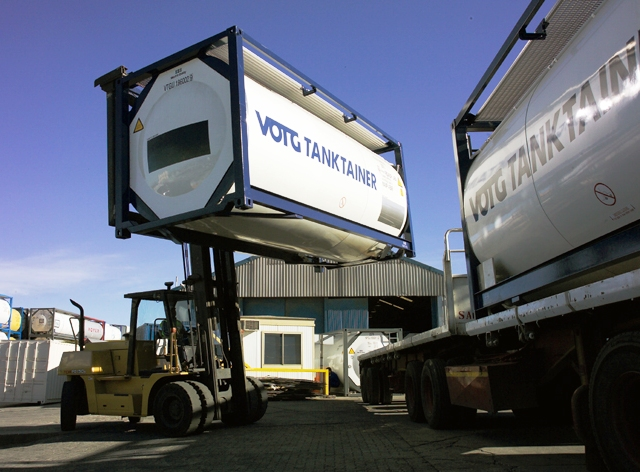
Conteneur-citerne.
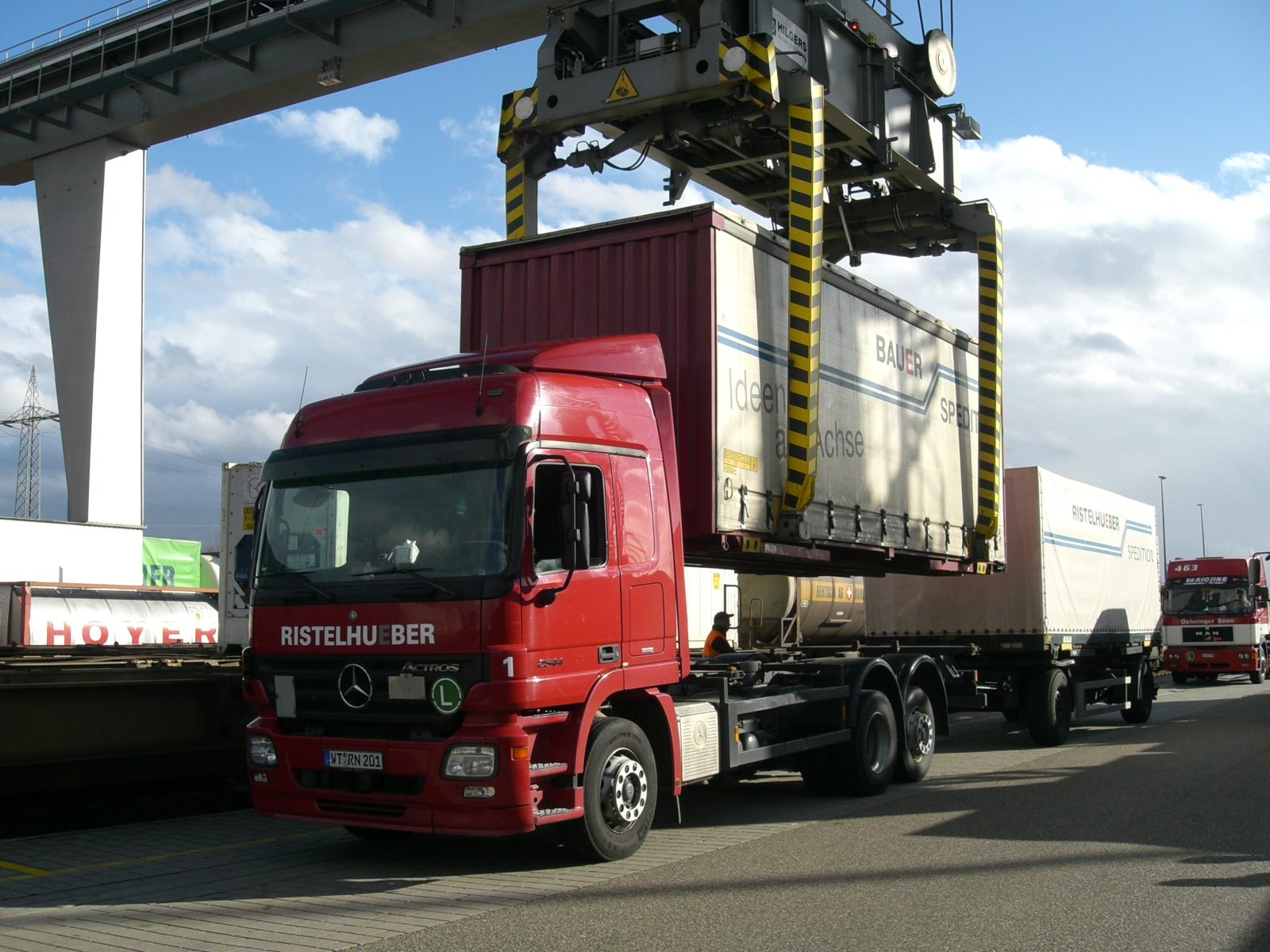
Chargement de conteneurs sur camion.
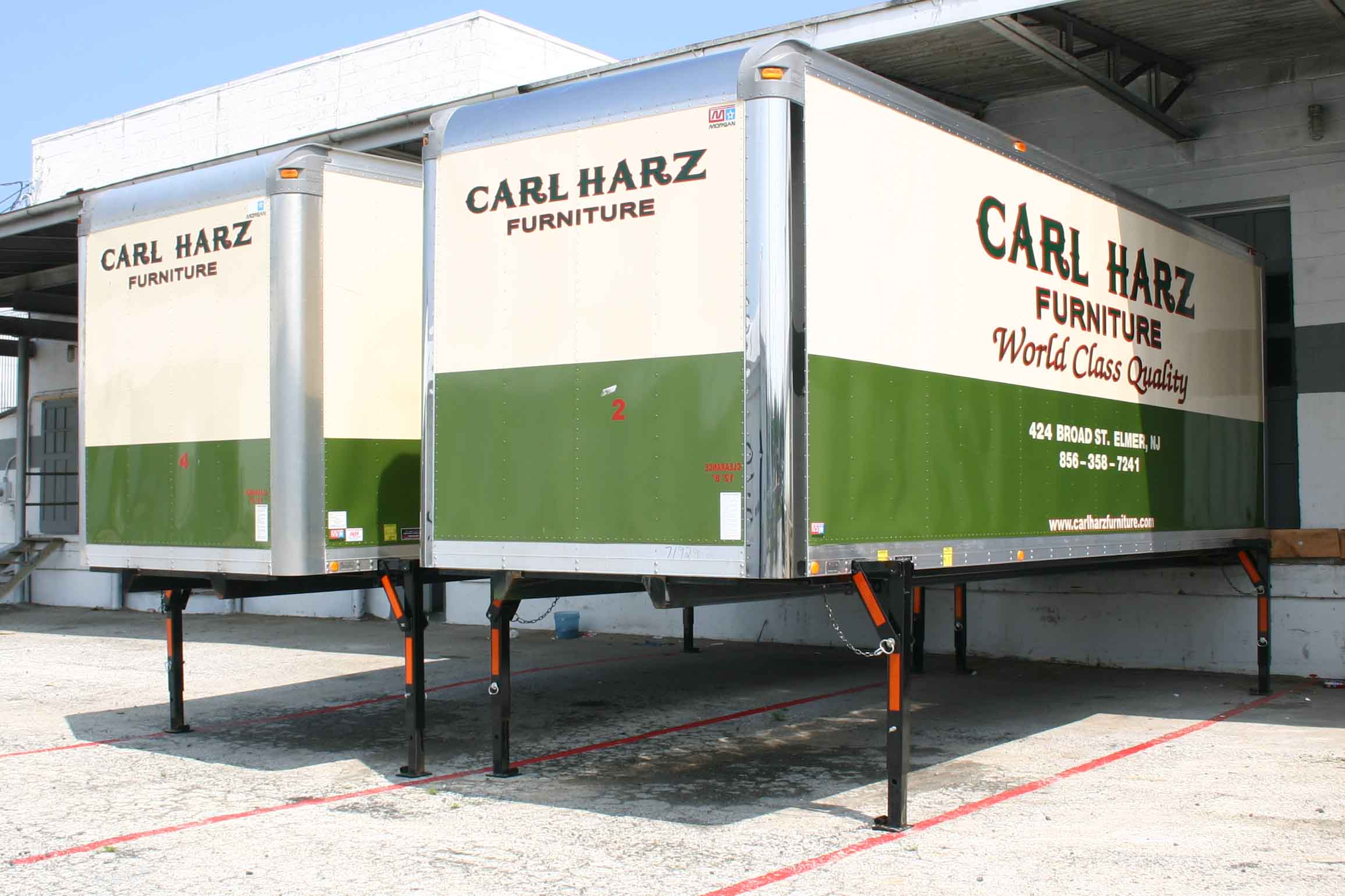
Caisses mobiles.
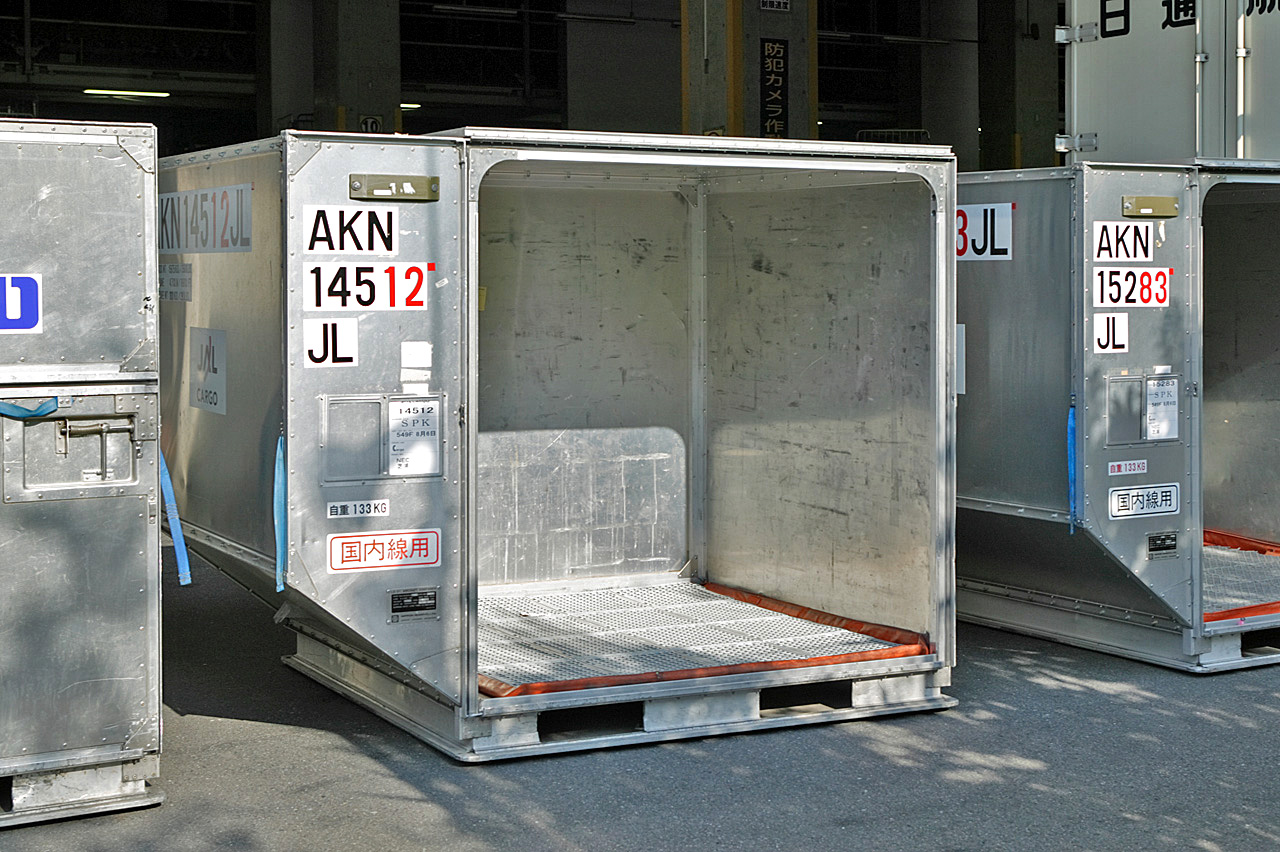
Palette aéronautique.

On trouve ainsi un service livraison terminale par route d'envois ferroviaires, appelée « fercam » à la SNCF.

### Transport de semi-remorques par le rail
Des systèmes sont conçus pour le transport de semi-remorques standard sans leur tracteur routier :
- système RoadRailer où les remorques routières reposent à leurs extrémités sur un bogie ferroviaire ;
- systèmes à wagon-porteur :
  - wagon « corbeille » possédant un cadre amovible, équipé de prises pour la manutention verticale, permettant le chargement ou le déchargement de semi-remorques ou de véhicules routiers par un moyen de levage vertical[réf. souhaitée] ;
  - wagon « squelette », un wagon à châssis central conçu pour transporter une semi-remorque[réf. nécessaire] ;
  - ancien système UFR qui concernait des semi-remorques adaptées (gabarit réduit et jantes additionnelles pour rouler sur rails sur un wagon plat) ;
  - « wagon à poche » équipé d'un logement destiné à recevoir le train roulant de la semi-remorque :
    - wagon kangourou (système Novatrans) à pont-levis permettant le chargement longitudinal par tracteur et rampe d'accès[1] ;
    - système Modalohr, sorte wagon kangourou à plateforme pivotante permettant le chargement latéral de la semi-remorque.

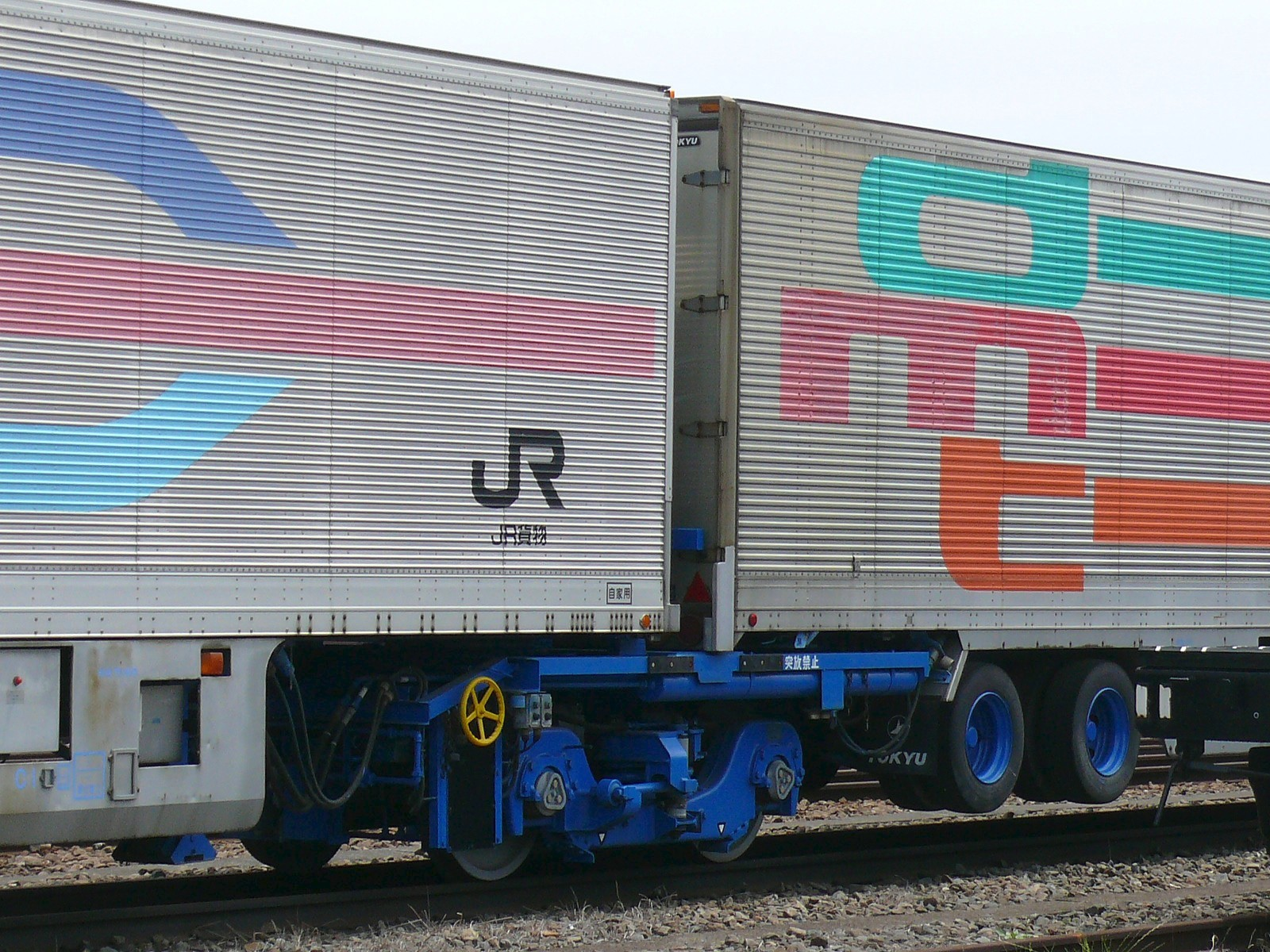
RoadRailer Wa100 (Japon).
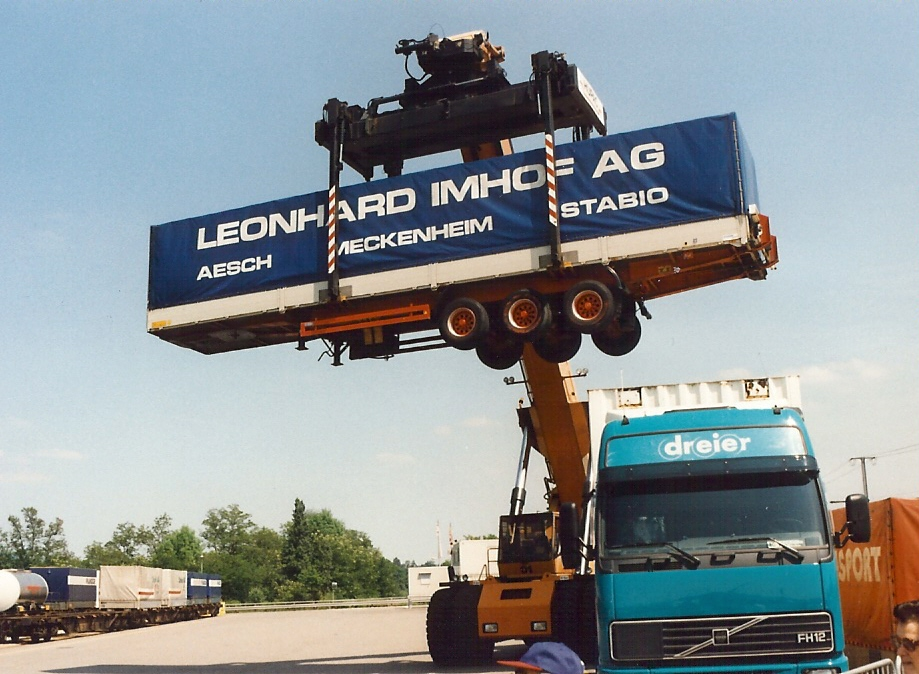
Chargement vertical d'une semi-remorque.
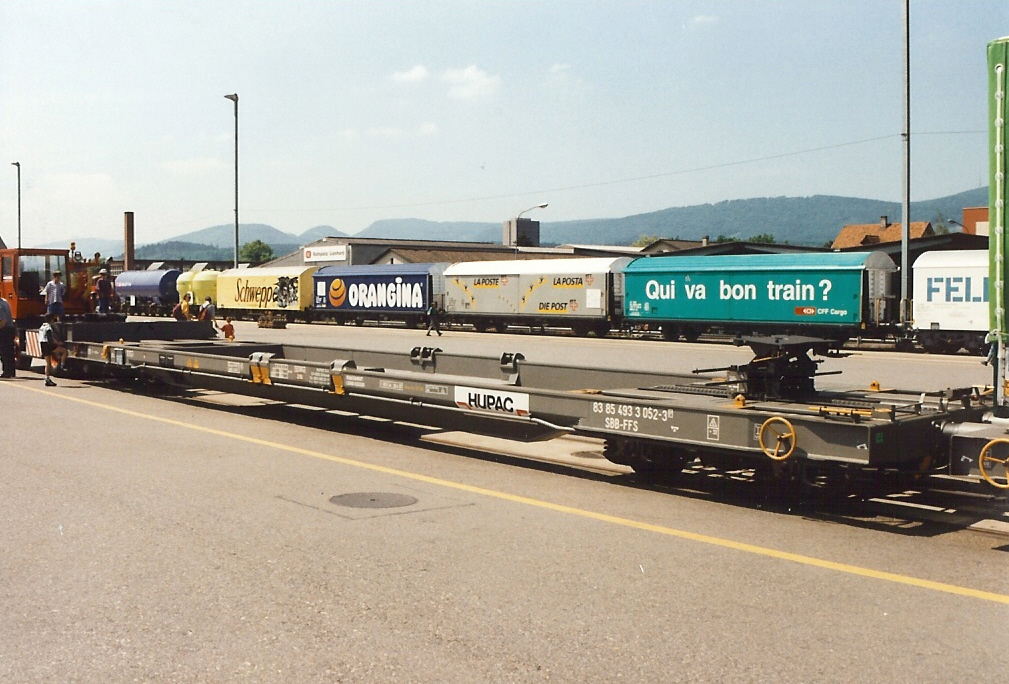
Wagon kangourou en attente de sa semi-remorque.
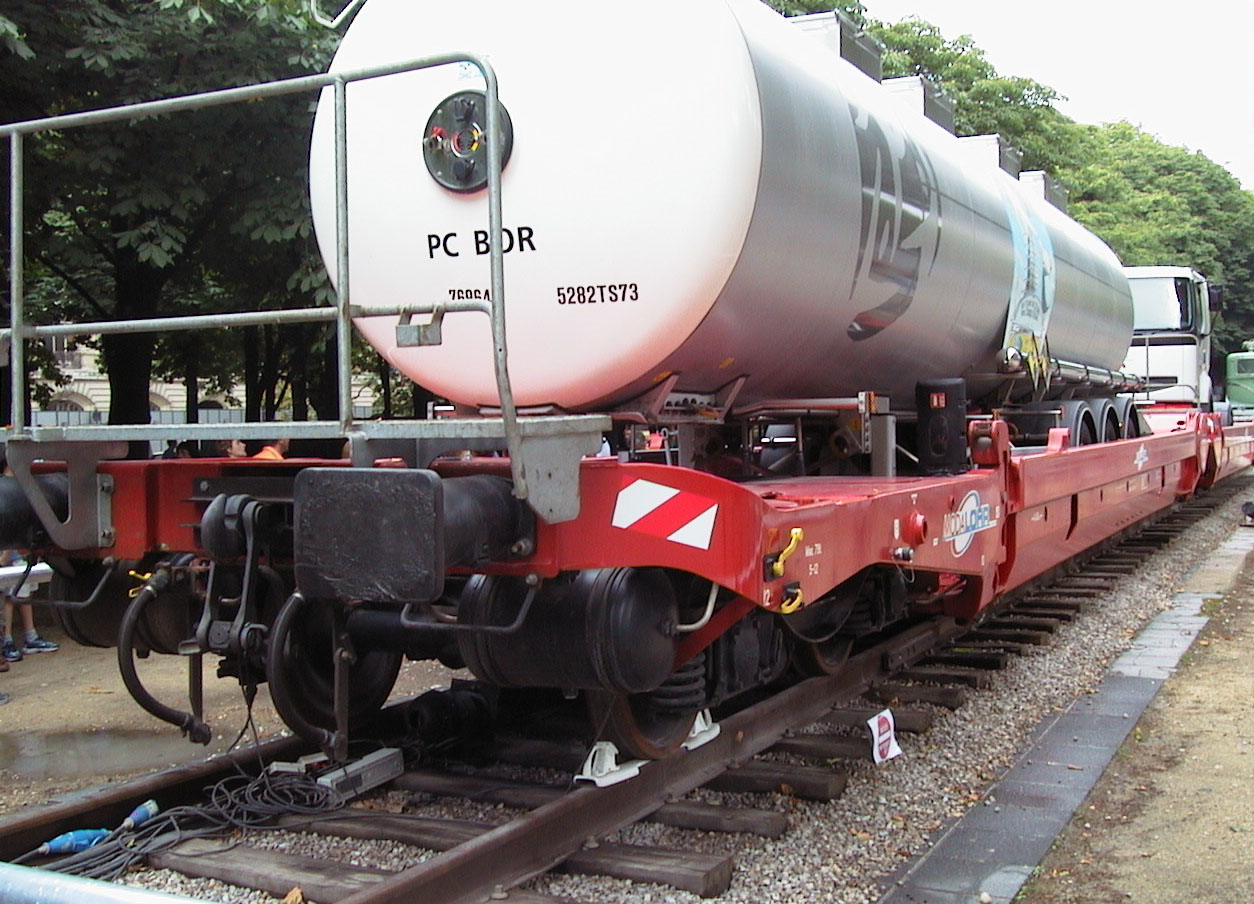
Wagon Modalohr à châssis pivotant pour permettre l'accès de la semi-remorque.
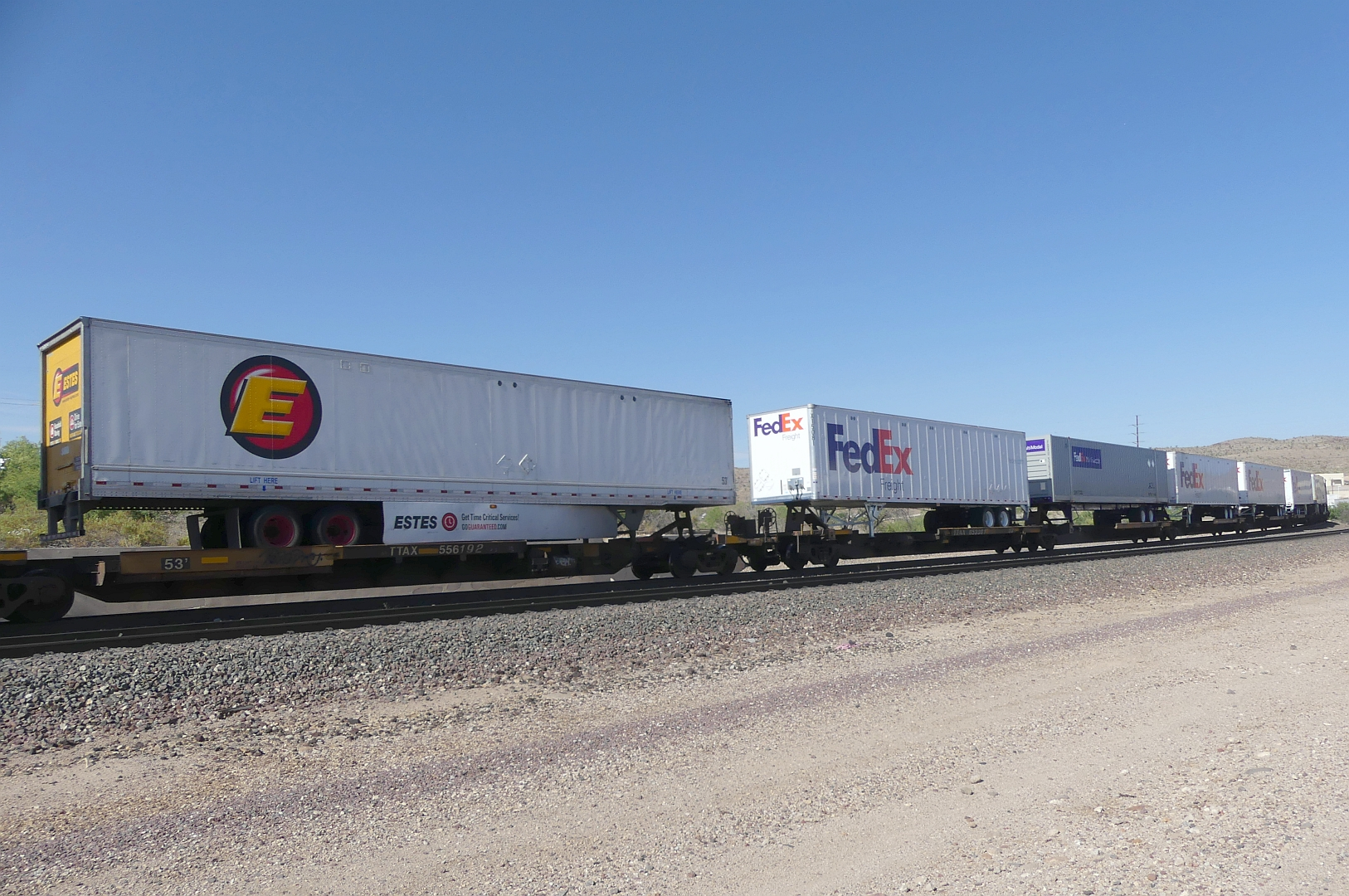
Des wagons plats mixtes type « spine car » pour semi-remorques ou conteneurs (USA).

### Ferroutage
Le ferroutage ou transport « combiné accompagné » permet de charger des camions complets sur un train : tracteur + remorque + chauffeur. On l'utilise dans les systèmes d'autoroute ferroviaire ou  sur le Shuttle, les navettes poids lourds d'Eurotunnel
Les contraintes de gabarit ferroviaire nécessitent des wagons spéciaux pour faire circuler des poids lourds, par exemple le système Modalohr ou la Route roulante.

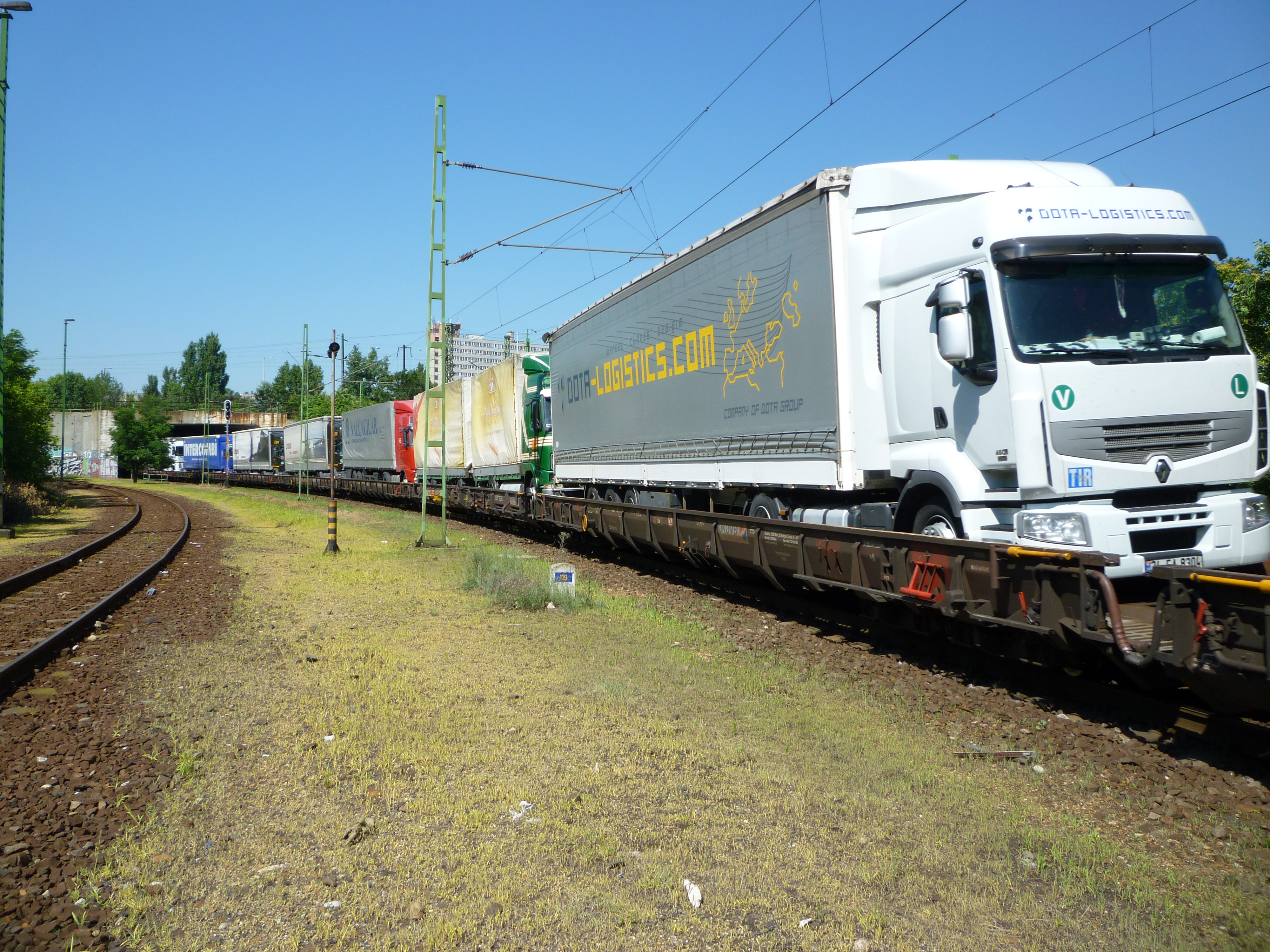
La route roulante opte pour le transport du camion complet.
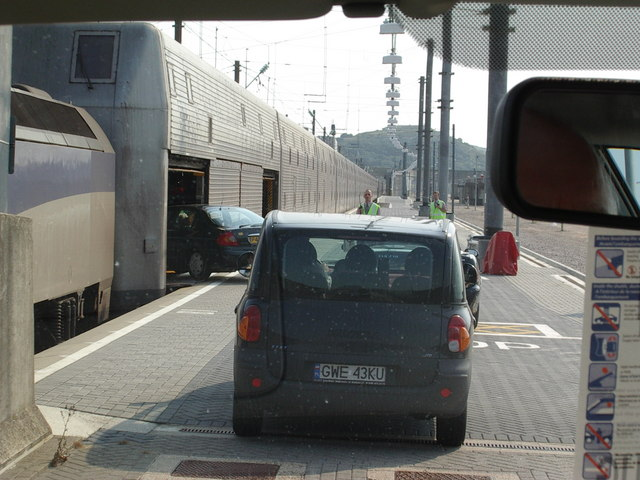
Navette Eurotunnel
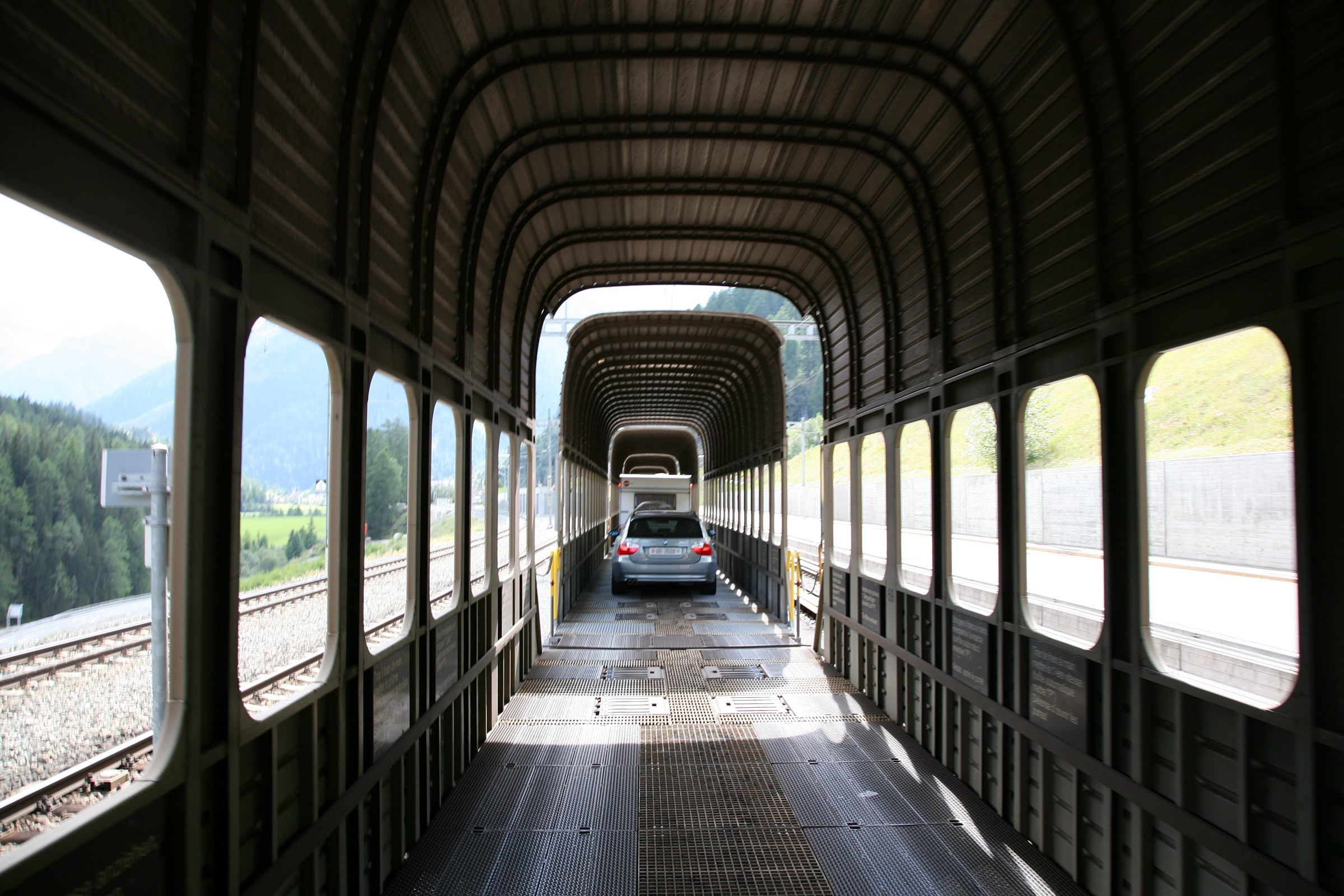
Navette porte-autos du tunnel de la Vereina.

### Véhicule rail-route
Un véhicule rail-route est un véhicule destiné à la circulation sur route et sur rail.

### Remorques porte-wagon
Le transport de wagons sur des remorques routières, dites remorques porte-wagons (RPW) ;

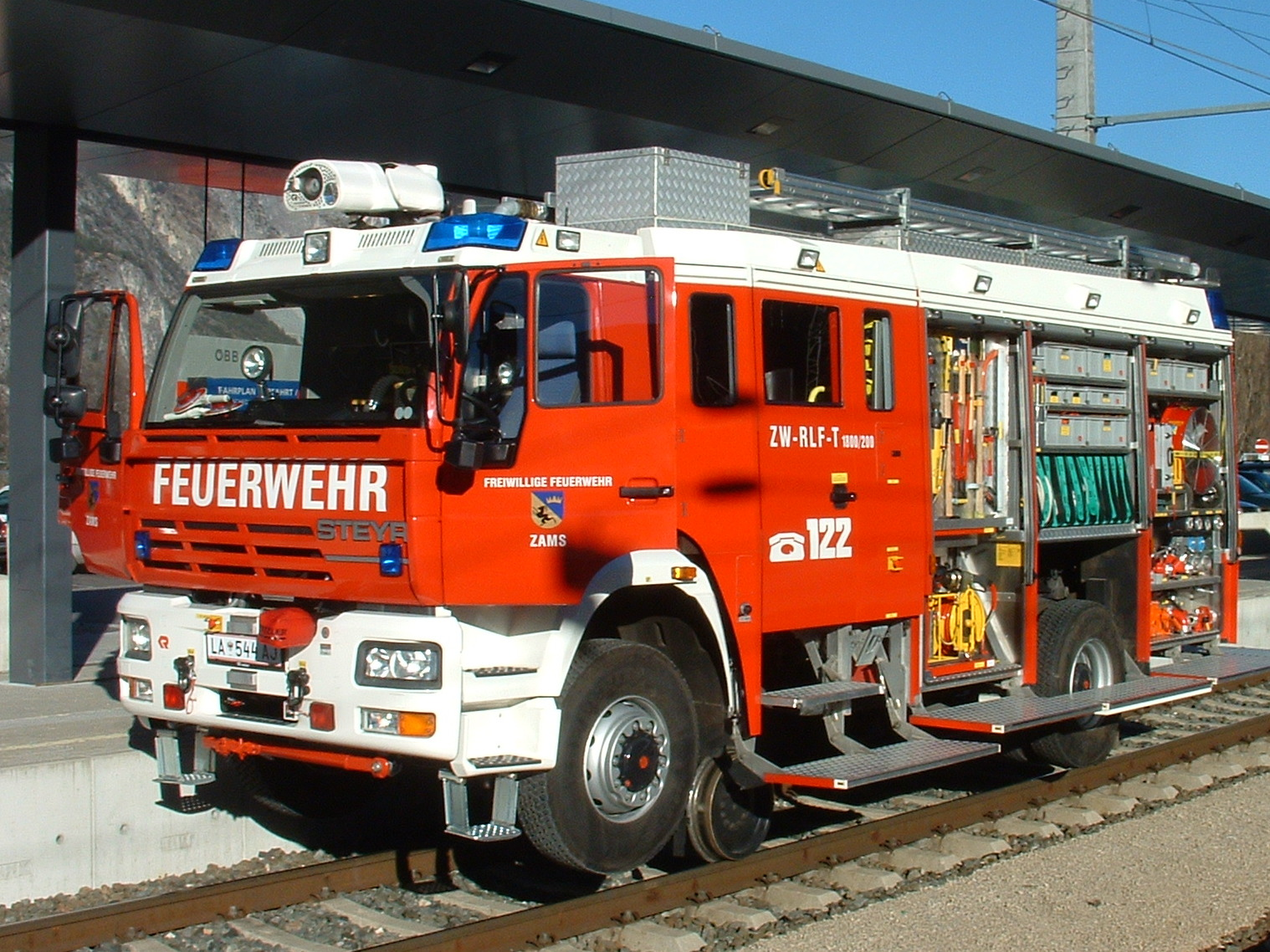
Véhicule de pompier rail-route.
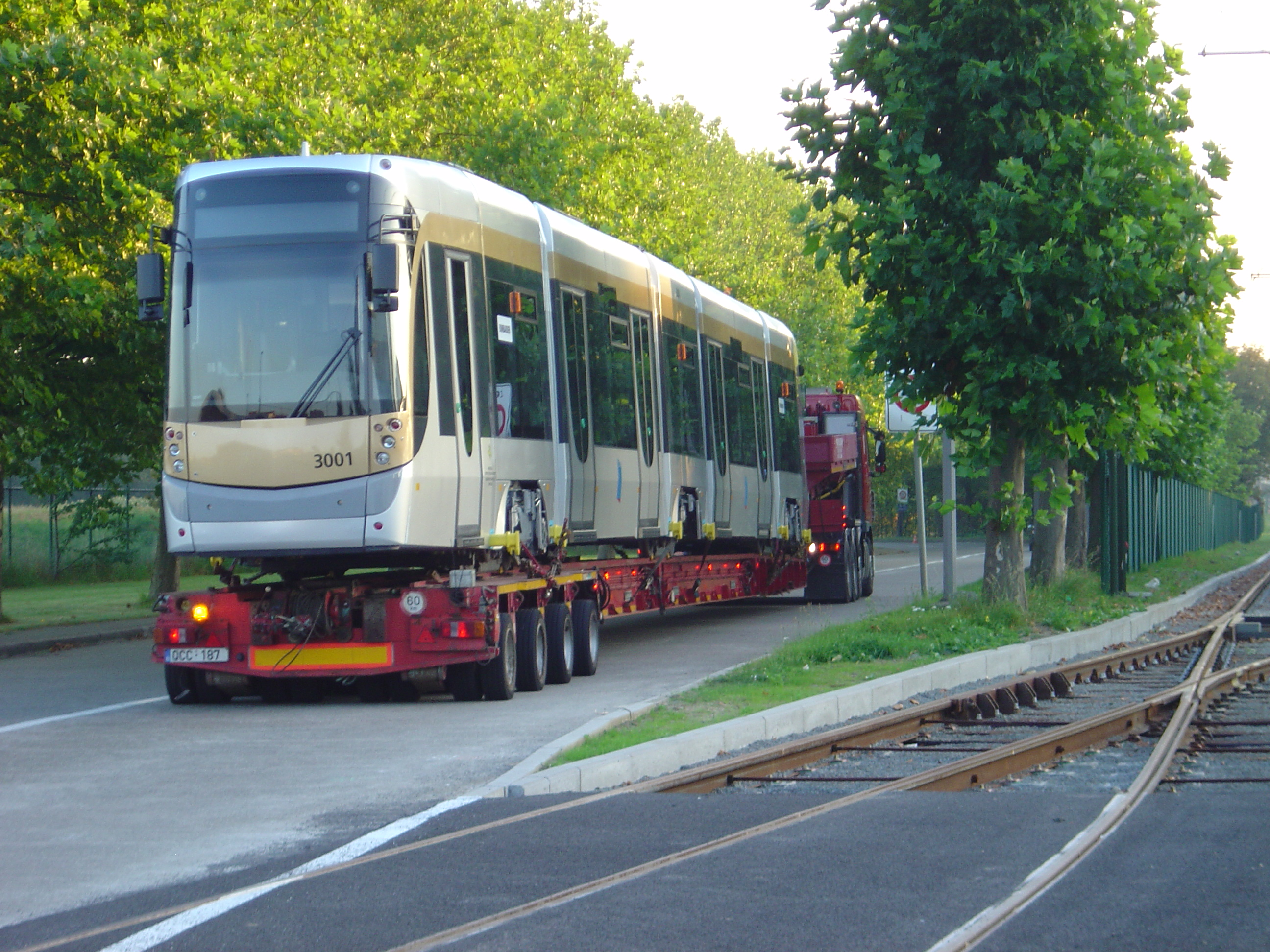
Remorque de livraison d'un tramway.

## Transport combiné de voyageurs
Des marques et startup émergentes telles que Tictactrip, mettent l'accent sur l'intermodalité et le développement de services prônant l'utilisation de transports combinés.
L'utilisation de combinaisons de transports permet le désenclavement des territoires isolés mais également de proposer des trajets plus économiques et moins longs.